# پیتا
پیتا (به پرتغالی: Edvaldo Oliveira Chaves) هافبک اهل برزیل است که در شهر ریودو ژانیرو و در تاریخ ۴ اوت ۱۹۵۸ به دنیا آمده‌است.
پیتا در تیم‌های فوتبال سانتوس، سائوپائولو، Strasbourg، Guarani، Fujita، ناگویا گرامپوس، Internacional-Limeira سابقهٔ حضور دارد.